# Петин (военачальник)
Петин (др.-греч. Πετήνης) — персидский военачальник IV века до н. э., погибший в битве при Гранике

## Биография
Петин был одним из персидских военачальников, участвовавших в битве при Гранике, произошедшем в мае 334 года до н. э. По мнению М. Вейскопфа, Петин, как и Реомифр и Нифат, подчинялся правителю Геллеспонтской Фригии Арситу. А. Босворт предположил, что эти полевые командиры были или крупными землевладельцами из Малой Азии, или же прибыли из восточных сатрапий. Петин принял участие в совещании персов в Зелее.
Исторические источники не сообщают, над кем именно начальствовал Петин. По гипотезе Д. Фуллера, Петин мог командовать отрядом конницы. П. Грин уточняет, что это была тысяча мидян, занимавших боевую позицию на правом фланге персидской армии. Фессалийским всадникам Александра удалось нанести коннице противника серьёзный урон. Во время одной из кавалерийских схваток, по-видимому, и погиб Петин. Так как основное внимание античных авторов было уделено действиям сражавшихся в центре, где бился сам Александр, то про другие подробности сражения известно не так много.
По убеждению ряда современных исследователей, Диодор в своём труде спутал Петина с Арситом, которого дважды «похоронил»: как в сражении при Гранике, так и в битве при Иссе, состоявшейся в ноябре 333 года до н. э.